# Amurne
Amurne é uma vila do Afeganistão, localizada na província de Badaquexão.